# Río Taboleo
Río Taboleo är ett vattendrag i Chile.   Det ligger i regionen Región del Biobío, i den södra delen av landet, 500 km söder om huvudstaden Santiago de Chile.
I omgivningarna runt Río Taboleo växer i huvudsak städsegrön lövskog. Runt Río Taboleo är det ganska glesbefolkat, med 38 invånare per kvadratkilometer.